# Джабу Малангу
Джабу Малангу (англ. Jabu Mahlangu Pule, нар. 11 липня 1980, Дейвітон) — південноафриканський футболіст, що грав на позиції півзахисника.
Виступав, зокрема, за клуби «Кайзер Чіфс» та «Платинум Старс», а також національну збірну ПАР, з якою був учасником чемпіонату світу та кубка африканських націй. Він вважався одним із найперспективніших гравців у своїй країні, але через свою любов до алкоголю та проблеми з поведінкою (мав прізвисько «проблемна дитина»), не реалізував свій талант.

## Клубна кар'єра
У дорослому футболі дебютував 1998 року виступами за команду клубу «Кайзер Чіфс», в якій провів шість сезонів, взявши участь у 99 матчах чемпіонату. З командою став чемпіоном і володарем Кубка ПАР.
2004 року перейшов в австрійський «Маттерсбург». Він провів там вісім місяців, протягом яких зіграв 22 матчі і забив два голи. Його попросили залишити команду після того як він потрапив в автокатастрофу під впливом алкоголю.
Після цього Джабу повернувся на батьківщину, де грав за «Суперспорт Юнайтед». За цей час його двічі відправляли в реабілітаційну клініку аби він подолав свою пристрасть до алкоголю та наркотиків. Утім він був звільнений наприкінці 2005 року після того, як пропустив декілька тренувань. Після розірвання контракту з «Суперспорт Юнайтед», президент «Орландо Пайретс» Ірвін Хоза вирішив дати гравцю останній шанс і запросив його для свого клубу. У 2007 році футболіст пішов зі складу «Піратів».
2008 року вдруге відправився до Європи, цього разу до «Естерса», якому у тому ж сезоні допоміг вийти з третього до другого за рівнем дивізіону Швеції. Після цього Малангу повернувся на батьківщину у «Платинум Старс», але в сезоні 2010 року знову захищав кольори «Естерса».
Завершував професійну ігрову кар'єру на батьківщині у клубах «Кейптаун» та «Суперспорт Юнайтед» до припинення виступів на професійному рівні у 2014 році.

## Виступи за збірну
9 квітня 2000 року дебютував в офіційних іграх у складі національної збірної ПАР у матчі проти Лесото (2:0). У тому ж році поїхав на футбольний турнір Олімпійських ігор в Сіднеї, але збірна не вийшла з групи.
У складі збірної був учасником чемпіонату світу 2002 року в Японії і Південній Кореї. На цьому турнірі був дублером і з'явився тільки в матчі проти Словенії (1:0), коли на 84-й хвилині він змінив Квінтона Форчуна.
Через два роки поїхав на Кубок африканських націй 2004 року у Тунісі і в тому ж році провів свій останній матч в складі збірної — 17 листопада 2004 року проти Нігерії (2:1). Протягом кар'єри у національній команді, яка тривала 5 років, провів у формі головної команди країни 20 матчів, забивши 2 голи.

## Досягнення
- Бронзовий призер Всеафриканських ігор: 1999
- Чемпіон ПАР: 2004
- Володар Кубка ПАР: 2002, 2004